# توميسلاف بيليتش
توميسلاف بيليتش (بالإنجليزية: Tomislav Bilic)‏ (1 سبتمبر 1997 - ) هو لاعب كرة قدم أسترالي في مركز حراسة المرمى.

## روابط خارجية
- توميسلاف بيليتش على موقع قاعدة بيانات كرة القدم.إي يو (الإنجليزية)
- توميسلاف بيليتش على موقع Soccerway.com (الإنجليزية)